# NGC 702
NGC 702 este o interacțiune de galaxii situată în constelația Balena. A fost descoperită în 20 septembrie 1784 de către William Herschel.